# پایگاه آب‌نشین کونچاس لیک
پایگاه آب‌نشین کونچاس لیک (به انگلیسی: Conchas Lake Seaplane Base) یک فرودگاه همگانی است که یک باند فرود آب دارد و طول باند آن ۶۴۳۷ متر است. این فرودگاه در کشور ایالات متحده آمریکا قرار دارد و در ارتفاع ۱۲۸۰ متری از سطح دریا واقع شده‌است.